# 前7年
| 千纪： | 前1千纪                                                                                            |
| 世纪： | 前2世纪 \| 前1世纪 \| 1世纪                                                                        |
| 年代： | 前30年代 \| 前20年代 \| 前10年代 \| 前0年代 \| 0年代 \| 10年代 \| 20年代                           |
| 年份： | 前12年 \| 前11年 \| 前10年 \| 前9年 \| 前8年 \| 前7年 \| 前6年 \| 前5年 \| 前4年 \| 前3年 \| 前2年 |
| 纪年： | 西汉绥和二年                                                                                       |

## 逝世
- 漢成帝（前51年出生）
- 赵昭仪（即野史所称趙合德，漢成帝贵妃，自殺）